# Petrasovits Imre
Petrasovits Imre (Törökszentmiklós, 1925. november 12. – Budapest, 1995. január 27.) magyar jogász, mezőgazdasági mérnök, egyetemi tanár. A mezőgazdasági tudományok kandidátusa (1957), a mezőgazdasági tudományok doktora (1970).

## Életpályája
1943-ban érettségizett a Verseghy Ferenc Gimnáziumban. 1943-ban Kolozsváron kezdett jogot tanulni, melyet a Debreceni Egyetemen fejezett be 1947-ben. 1948-ig Debrecenben mezőgazdasági tanulmányokat is folytatott. Így 1947–1948 között két diplomát; egy jog- és államtudományit, valamint egy mezőgazdaságit is szerzett. 1949–1950 között a Mezőgazdasági Igazgatóságnál dolgozott. 1950–1951 között a Földművelésügyi Minisztérium Igazgatási, és Öntözési és Talajjavítási Főosztályának előadója volt. 1951–1953 között a Mezőgazdasági Vízügyi Tervező Iroda igazgatójaként tevékenykedett. 1953–1954 között az Országos Vízügyi Igazgatóság főmérnöke volt. 1954–1957 között az Öntözési és Talajjavítási Kutató Intézetben, illetve az Öntözési és Rizstermesztési Kutató Intézetben (ÖRKI) Frank Melanie aspiránsa volt Szarvason. 1957–1959 között a Rizsosztály vezetője volt. 1959–1960 között az ÖRKI igazgató-helyettese volt. 1960–1962 között a Földművelésügyi Minisztérium Öntözési Igazgatóságát vezette. 1960–1967 között az Agrártudományi Egyetem és a Gödöllői Agrártudományi Egyetem Mezőgazdaság-tudományi Kar Földműveléstani és Növénytermesztés-tani Tanszéke egyetemi docense, 1966–1967 között dékánhelyettese, 1967–1969 között dékánja, 1967–1974 között egyetemi tanára, 1981–1984 között rektorhelyettese, 1987–1990 között az egyetem rektora volt. 1967–1970 között a Kar dékánja volt. 1969–1972 között FAO szakértőként dolgozott Olaszországban, Afganisztánban, Libanonban és Szíriában. 1974–1995 között az általa megszervezett Vízgazdálkodási és Meliorációs Tanszék tanszékvezető egyetemi tanára volt.
Pályafutása alatt leginkább a vízgazdálkodással, az öntözéssel, és ezek növénytermesztéshez való kapcsolatával, ökológiai hatásaival foglalkozott. A Nemzetközi Öntözési és Vízrendezési Bizottság alelnöki volt. Mind hazai, mind nemzetközi szinten a tudományterület igen elismert szakértője volt.
Sírja a Fiumei úti sírkertben található (42/2-B-7).

## Családja
Szülei: Petrasovits Dezső és Szilágyi Erzsébet voltak. Testvére, Petrasovits Géza (1928–2011) magyar építőmérnök volt.

## Művei
- Adatok a rizs árasztóvíz optimális magasságának megállapításához (kandidátusi értekezés, 1957)
- Öntözött növényállományok vízigényi (doktori értekezés, 1970)

## Díjai
- Kiváló Dolgozó (1958)[6]
- Kiváló Dolgozó (1978)[7]
- Kiváló Munkáért (1979)
- Vitális Sándor-díj (1988)
- Kiváló Dolgozó (1989)[8]
- Szakágazati Tevékenységért Emlékplakett (1989)
- Magyar Köztársaság Csillagrendje (1990)